# John D Rockefeller, Jr. Memorial Parkway
Der John D Rockefeller, Jr. Memorial Parkway ist ein Schutzgebiet des National Park Service im US-Bundesstaat Wyoming. Er besteht aus einem Streifen Land, das den Grand-Teton-Nationalpark mit dem Yellowstone-Nationalpark verbindet. Im Parkway verlaufen der Snake River bis zur Mündung in den Jackson Lake sowie die hier gebündelten Highways US 89, US 191 und US 278.
Der Memorial Parkway wurde nach John D. Rockefeller, Jr. (1874–1960) benannt, um ihn für seine Spenden von großen Grundstücken zu ehren. Rockefeller hatte in den ersten Jahrzehnten des 20. Jahrhunderts aus privaten Mitteln und Mitteln der Rockefeller-Stiftung Ländereien für Nationalparks wie Acadia-Nationalpark, Grand-Teton-Nationalpark, Great-Smoky-Mountains-Nationalpark, Shenandoah-Nationalpark und Yosemite-Nationalpark angekauft und den Vereinigten Staaten übergeben.
Der Parkway umfasst die nördlichen Ausläufer der zu den Rocky Mountains gehörenden Teton Range, wo sie in das vulkanisch geprägte Gelände der Caldera des Yellowstone-Vulkans übergeht.
Das Schutzgebiet hat keine eigenen Einrichtungen, seine Verwaltung wird vom Grand-Teton-Nationalpark übernommen.